# Elecciones a las Cortes de Aragón de 1995
Las Elecciones a las Cortes de Aragón se celebraron el 28 de mayo de 1995. Fueron las cuartas elecciones democráticas autonómicas desde el restablecimiento de la democracia.
El vencedor fue Santiago Lanzuela (PP) que pudo formar gobierno gracias al apoyo de su partido y del Partido Aragonés y ser elegido presidente de Aragón. Los otros partidos que obtuvieron representación parlamentaria fueron: Partido Socialista Obrero Español de Aragón, Chunta Aragonesista e Izquierda Unida de Aragón.

## Resultados
| ← Elecciones a Cortes de Aragón de 1995 → |                                                                   |                      |         |       |         |     |
| Presidente y gobierno | Partido                                                           | Candidato            | Votos   | %     | Escaños | +/- |
| - Presidente: Santiago Lanzuela (PP) - Gobierno: PP-PAR - Censo: 983.925 - Votantes: 704.155 (71,57%) - Abstención: 279.770 (28,43%) - Válidos: 699.959 - A candidatura: 688.877 | Partido Popular de Aragón (PP)                                    | Santiago Lanzuela    | 263.524 | 38,10 | 27      | +10 |
| - Presidente: Santiago Lanzuela (PP) - Gobierno: PP-PAR - Censo: 983.925 - Votantes: 704.155 (71,57%) - Abstención: 279.770 (28,43%) - Válidos: 699.959 - A candidatura: 688.877 | Partido de los Socialistas de Aragón (PSOE-Aragón)                | Marcelino Iglesias   | 180.728 | 26,13 | 19      | -11 |
| - Presidente: Santiago Lanzuela (PP) - Gobierno: PP-PAR - Censo: 983.925 - Votantes: 704.155 (71,57%) - Abstención: 279.770 (28,43%) - Válidos: 699.959 - A candidatura: 688.877 | Partido Aragonés (PAR)                                            | Emilio Eiroa         | 143.573 | 20,76 | 14      | -3  |
| - Presidente: Santiago Lanzuela (PP) - Gobierno: PP-PAR - Censo: 983.925 - Votantes: 704.155 (71,57%) - Abstención: 279.770 (28,43%) - Válidos: 699.959 - A candidatura: 688.877 | Izquierda Unida de Aragón (IUA)                                   | Miguel Ángel Fustero | 64.685  | 9,35  | 5       | +2  |
| - Presidente: Santiago Lanzuela (PP) - Gobierno: PP-PAR - Censo: 983.925 - Votantes: 704.155 (71,57%) - Abstención: 279.770 (28,43%) - Válidos: 699.959 - A candidatura: 688.877 | Chunta Aragonesista (CHA)                                         | Chesús Bernal        | 34.077  | 4,93  | 2       | +2  |
| - Presidente: Santiago Lanzuela (PP) - Gobierno: PP-PAR - Censo: 983.925 - Votantes: 704.155 (71,57%) - Abstención: 279.770 (28,43%) - Válidos: 699.959 - A candidatura: 688.877 | Federación de la Plataforma de los Independientes de España (PIE) |                      | 2.349   | 0,34  | 0       |     |
| - Presidente: Santiago Lanzuela (PP) - Gobierno: PP-PAR - Censo: 983.925 - Votantes: 704.155 (71,57%) - Abstención: 279.770 (28,43%) - Válidos: 699.959 - A candidatura: 688.877 | Unidad Aragonesa (UA)                                             |                      | 1.342   | 0,19  | 0       |     |
| - Presidente: Santiago Lanzuela (PP) - Gobierno: PP-PAR - Censo: 983.925 - Votantes: 704.155 (71,57%) - Abstención: 279.770 (28,43%) - Válidos: 699.959 - A candidatura: 688.877 | SOS Naturaleza (SOS NAT)                                          |                      | 923     | 0,13  | 0       |     |
| - Presidente: Santiago Lanzuela (PP) - Gobierno: PP-PAR - Censo: 983.925 - Votantes: 704.155 (71,57%) - Abstención: 279.770 (28,43%) - Válidos: 699.959 - A candidatura: 688.877 | Falange Española de las JONS (FE-JONS)                            |                      | 445     | 0,06  | 0       |     |
| - Presidente: Santiago Lanzuela (PP) - Gobierno: PP-PAR - Censo: 983.925 - Votantes: 704.155 (71,57%) - Abstención: 279.770 (28,43%) - Válidos: 699.959 - A candidatura: 688.877 | En blanco                                                         | N/A                  | 11.082  |       | N/A     | N/A |
| - Presidente: Santiago Lanzuela (PP) - Gobierno: PP-PAR - Censo: 983.925 - Votantes: 704.155 (71,57%) - Abstención: 279.770 (28,43%) - Válidos: 699.959 - A candidatura: 688.877 | Nulos                                                             | N/A                  | 4.196   |       | N/A     | N/A |

## Investidura del Presidente del Gobierno de Aragón
| Candidato                                                          | Fecha                                                  | Voto       |    |    |    |   |   | Total |
| ------------------------------------------------------------------ | ------------------------------------------------------ | ---------- | -- | -- | -- | - | - | ----- |
| Santiago Lanzuela (PP)                                             | 7 de julio de 1995 Mayoría requerida: Absoluta (34/67) | Sí         | 27 |    | 13 |   |   | 40/67 |
| Santiago Lanzuela (PP)                                             | 7 de julio de 1995 Mayoría requerida: Absoluta (34/67) | No         |    | 18 |    | 5 | 2 | 25/67 |
| Santiago Lanzuela (PP)                                             | 7 de julio de 1995 Mayoría requerida: Absoluta (34/67) | Abstención |    |    |    |   |   | 0/67  |
| Faltaron a la votación un diputado del PSOE y un diputado del PAR. |                                                        |            |    |    |    |   |   |       |

## Circunscripciones electorales
Las circunscripciones electorales corresponden a cada una de las tres provincias:
- Huesca - 18 parlamentarios.
- Teruel - 16 parlamentarios.
- Zaragoza - 33 parlamentarios.